# Валентайн Голл
Валентайн Голл (англ. Valentine Hall; 12 листопада 1867 — 26 жовтня 1934) — колишній американський тенісист.
Здобув 12 одиночних титулів.
Перемагав на турнірах Великого шолома в парному розряді.
Завершив кар'єру 1894 року.

## Фінали турнірів Великого шолома

### Парний розряд (2–3)
| Результат | Рік  | Турнір        | Покриття | Партнер         | Суперники                      | Рахунок                 |
| --------- | ---- | ------------- | -------- | --------------- | ------------------------------ | ----------------------- |
| Перемога  | 1888 | Чемпіонат США | Трава    | Олівер Кемпбелл | Кларенс Гобарт E.P. Macmullen  | 6–4, 6–2, 6–2           |
| Поразка   | 1889 | Чемпіонат США | Трава    | Олівер Кемпбелл | Генрі Слоукам Говард Тейлор    | 1–6, 3–6, 2–6           |
| Перемога  | 1890 | Чемпіонат США | Трава    | Кларенс Гобарт  | Чарлз Карвер Джон Раєрсон      | 6–3, 4–6, 6–2, 2–6, 6–3 |
| Поразка   | 1891 | Чемпіонат США | Трава    | Кларенс Гобарт  | Олівер Кемпбелл Боб Гантінґтон | 3–6, 4–6, 6–8           |
| Поразка   | 1892 | Чемпіонат США | Трава    | Едвард Л. Голл  | Олівер Кемпбелл Боб Гантінґтон | 4–6, 2–6, 6–4, 3–6      |